# Egolzwil
Egolzwil es una comuna suiza del cantón de Lucerna, situada en el distrito de Willisau. Limita al norte con la comuna de Dagmersellen, al este con Wauwil, al sur con Schötz, y al oeste con Nebikon.

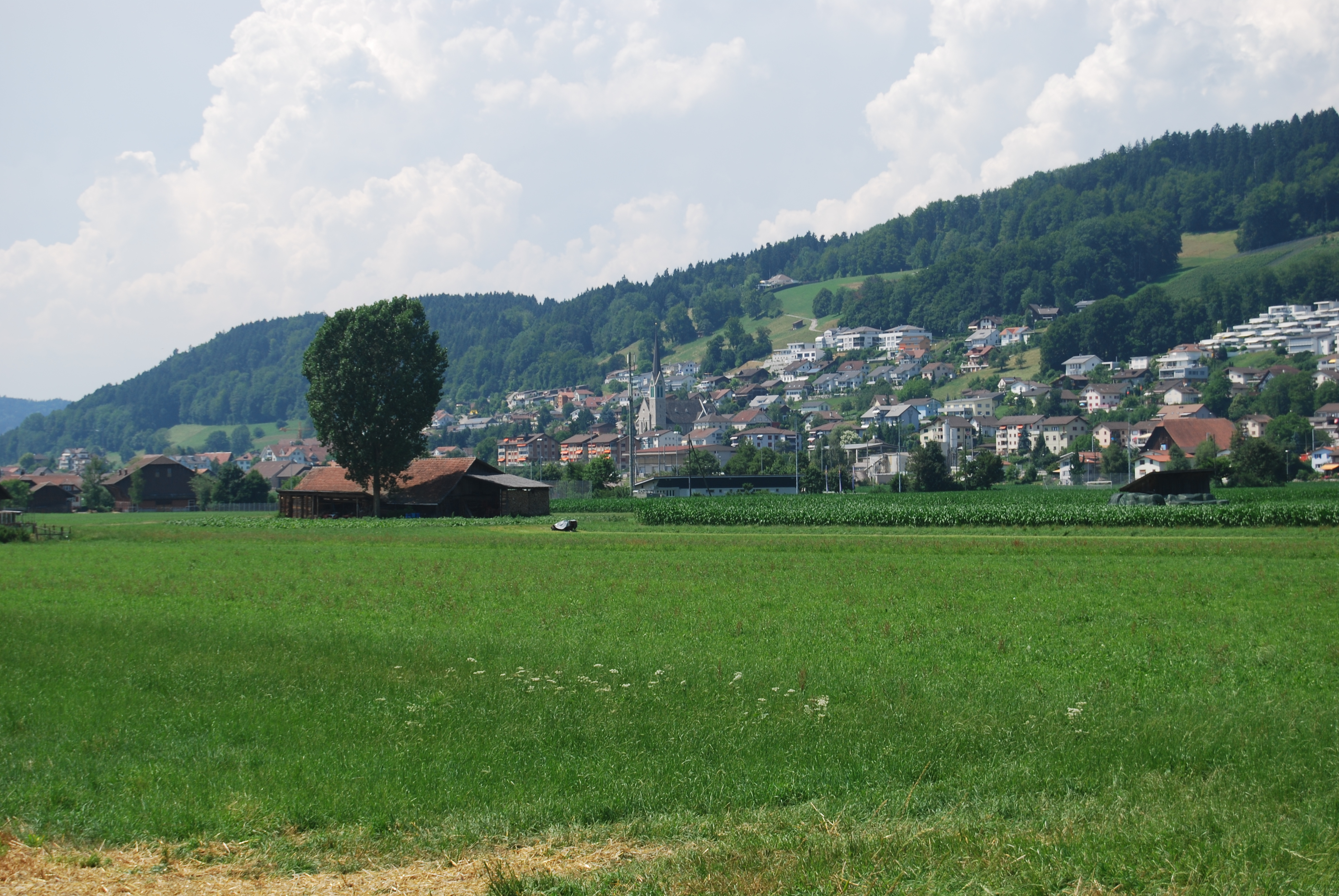
Egolzwil